# Kościuki (obwód brzeski)
Kościuki (biał. Касцюкі; ros. Костюки) – wieś na Białorusi, w obwodzie brzeskim, w rejonie bereskim, w sielsowiecie Międzylesie.
W dwudziestoleciu międzywojennym leżały w Polsce, w województwie poleskim, w powiecie prużańskim.